# Анастасия Головина
Анастасия Ангелова Головина, бащина фамилия Николау, е бесарабска българска лекарка (психиатърка)

## Биография
Родена е в град Кишинев в семейството на бивш кмет на Кишинев. Дядо ѝ по майчина линия Кирил (Калчо) Минков е търговец в Кишинев, роден в Калофер.
Завършва френски колеж в родния си град, а след това започва да работи като стенографка, за да може да се издържа, тъй като баща ѝ умира рано. Заминава за Цюрих да учи медицина. Там поради участие в движение на руски студенти-революционери е принудена да напусне и продължава образованието си в Париж до завършването му през 1879 г. Защитава докторска теза в Сорбоната на тема „Хистологично проучване на стените на артериите“, която предизвиква възхищението на учения Жан Шарко.
Пристига в България и работи на разни места: в Търновската общинска здравна служба, като училищен лекар в 1-ва Софийска девическа гимназия, ординатор в Александровската болница. През 1887 г. работи във Варна, година по-късно в Пловдив, оглавява психиатрично отделение във Варна от 1889 до 1893 г. като старши лекар на болницата. 
Участва в Балканската, Междусъюзническата и Първата световна война като лекуващ лекар във Варна.
Член е на Варненското археологическо дружество и на женското благотворително дружествово „Милосърдие“. Основателка и председателка е на клона на Съюза за закрила на децата в града. През 1922 г. за заслуги към делото на Българския червен кръст е наградена с почетния знак на дружеството.

## Изследвания
Головина се интересува от теми като условията и начина на живот за възникване на душевни болести и други. Занимава се с описание на болести като идиотия, налудност за величие, социална деменция, Хънтингтънова хорея и други.
Нейни са нововъведенията в България, свързани с аутопсията на починалите за уточнявате и потвърждаване на причината за смърт. Тя е автор на множество научни и научнопопулярни статии в областта на медицината, публикувани в български и чуждестранни списания.

## Дарителство
Развива широка обществена и благотворителна дейност. През 1915 г., като член на настоятелството и председател на женското благотворително дружествово „Милосърдие“, допринася за откриване на приют за възрастни хора и за поддръжка на сиропиталището във Варна. През 1919 г. прави дарение в памет на своя съпруг Александър Головин. Предназначено е за подпомагане на бедни, способни ученици от Варненската мъжка гимназия „Фердинанд I“. Фондът е образуван на 27 май 1919 г. Управлява се от учителския съвет на гимназията и е включен в обединения фонд „Завещатели и дарители“. Към 1944 г. капиталът му възлиза на 13 350 лв. До 1940 г. от фонда ежегодно се отпускат помощи в размер между 380 и 780 лв. за бедни възпитаници на Варненската мъжка гимназия. Сред подпомогнатите ученици са Тодор Стоичков, Георги Тръпчев, Янаки Ватев, Иван Добрев и др. В периода 1941 – 1943 г. не са предоставени награди. През 1948 г. фондът е закрит.
През 1927 г. подарява къщата си на клона във Варна на Съюза за закрила на децата. В нея е открита здравно-съвещателна станция (детска консултация). В нея се уреждат здравни курсове за ограмотяване на млади момичета и майки, получават голяма помощ от страна на благотворителното дружество „д-р Анастасия Головина“. Дружеството е основано на 12 декември 1933 г., с дейното участие на сина ѝ Юри Головин. То подпомага с храна и облекла нуждаещите се кърмачета и деца, бедни бременни жени и организира плаж за бедни деца.
В края на живота си прави парично дарение и за училището в Белорецк, Русия, където е учил съпругът ѝ, събира и предава на Историческия отдел на Националната библиотека ценна семейна кореспонденция с княз Александър I и с други политически дейци. Голяма част от специализираната си медицинска литература завещава на Градската библиотека във Варна.